# Andreï Liaptchev

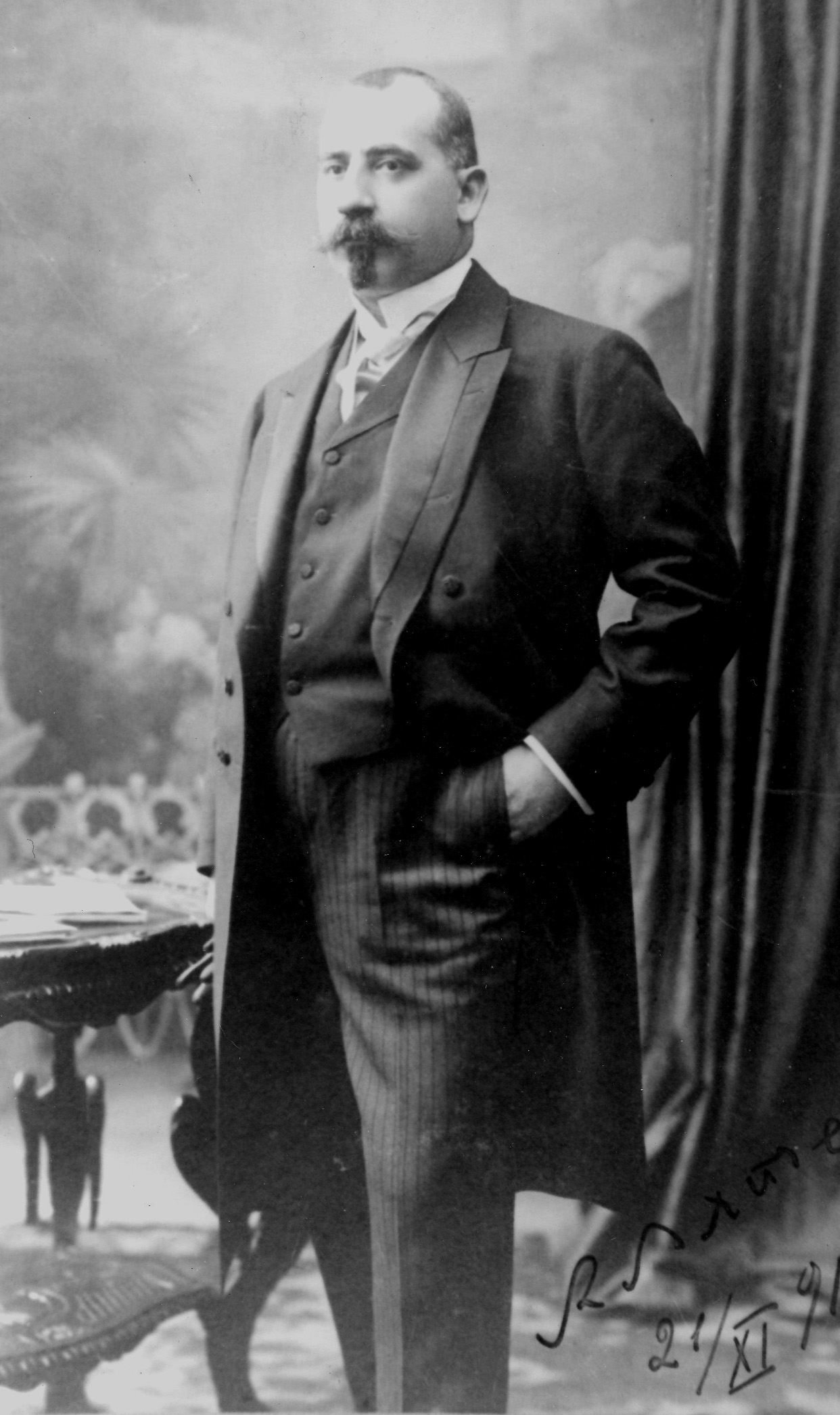
Andreï Liaptchev

Andreï Tassev Liaptchev (bulgare : Андрей Тасев Ляпчев) (30 novembre 1866 – 6 novembre 1933) fut le Premier ministre de la Bulgarie du 12 janvier 1926 au 29 juin 1931. 